# Пресли, Вернон Элвис
Ве́рнон Э́лвис Пре́сли (англ. Vernon Elvis Presley; 10 апреля 1916 — 26 июня 1979) — американский актёр, менеджер. Отец Элвиса Пресли.

## Биография
Вернон Элвис Пресли родился в городе Фултон (округ Итавомба штата Миссисипи). Согласно «Нью-Йорк Таймс», он был сыном Джесси Д. Макклауэлла Пресли и Минни Маи Худ, у которых было пять детей. После женитьбы на Глэдис Лав Смит (7 июня 1933 года), Вернон вместе с женой переехал в Тупело. После переезда в Тупело Вернон смог найти работу, поскольку его восьмиклассное образование не давало ему особых перспектив. Также, как и будущий сын, Вернон работал на временных работах, включая профессии — водитель грузовика, фермер и живописец. Тюремный срок (за подделку чека), который отбывал Вернон, нанёс ему не только  репутационный ущерб, но и сильно помешал в жизни. Отбыв несколько лет в Parchman Penitentiary, после окончания срока, Вернон начинает работать в Администрации Продвижения Работ, которая была начата под Администрацией Рузвельта.
В жизни своего единственного сына Элвиса (второй сын — Джесси Гарон родился мёртвым), Вернон больше известен как «Папочка». В течение жизни Элвиса, Вернон занимался многими его финансовыми делами и глубоко ценил деятельность Полковника Тома Паркера. Широко известная Мемфисская мафия была большим опасением для Вернона. Даже после смерти сына (Элвиса Пресли) Вернон был уверен, что причина тому — Мемфисская мафия. Осторожный Вернон был уверен, «что парни были вешалками». После смерти Глэдис Лав Смит Пресли в 1958 году, Вернон женился во второй раз на Даваде "Ди" Стэнли (Davada (Dee) Stanley; их свадьба состоялась 3 июля 1960 года. На их свадьбе Элвис не присутствовал, поскольку не одобрял поступок отца. Этот брак не был крепким и разрушился в бедственном разводе в 1977 году.
Вернон Пресли умер спустя два года после смерти своего сына от сердечного приступа 16 июня 1979 года в Мемфис в штате Теннеси и похоронен вместе с сыном и женой (Глэдис Лав Смит Пресли) в поместье Грейслэнд.